# 오토마티슴
오토마티슴(Automatisme)은 우연을 이용하고 동시에 만인에게 가능한 쉬르레알리슴의 방법으로 이성이나 의식에 지배되지 않고 무의식 가운데에 화필을 자유롭게 움직여서 그림을 그리는 것을 가리킨다. 이 방법은 쉬르레알리스트 가운데서 행하여졌던 우미한 사해(死骸)와도 어딘가가 닮아 있는데, 후자는 한장의 종이를 순서대로 서로 돌려서 각자가 생각나는 그대로의 한 낱말과 한 줄의 선을 그려 최후에 얻어진 일련의 기괴한 문장이나 야릇한 데생을 보고 즐기는 방법이다. 물론 우미한 사해에 비교하면 오토마티슴이 원초적이며 문명의 냄새가 묻지 않은 무의식의 메시지에 가깝다. 

## 같이 보기
- 잘라내기 기법
- 파레이돌리아

## 참고 문헌
- 이 문서에는 다음커뮤니케이션(현 카카오)에서 GFDL 또는 CC-SA 라이선스로 배포한 글로벌 세계대백과사전의 내용을 기초로 작성된 글이 포함되어 있습니다.